# Sujeito
Em análise sintática, o sujeito é um dos termos essenciais da oração, geralmente responsável por realizar ou sofrer uma ação ou estado. Ele é o termo com qual o verbo concorda. Na língua portuguesa, o sujeito guia a terminação verbal em número e pessoa e é marcado pelo caso reto quando são usados os pronomes pessoais. As regras de regência do sujeito sobre o verbo são denominadas concordância verbal. Na frase, "Nós vamos ao teatro", "vamos" é uma forma do verbo "ir" da primeira pessoa do plural que concorda com o sujeito "nós".
Para os verbos que denotam ação, frequentemente o sujeito da voz ativa é o constituinte da oração que designa o ser que pratica a ação e o da voz passiva é o que sofre suas consequências. Sob outra tradição, o sujeito (psicológico) é o constituinte do qual se diz alguma coisa. Segundo Bechara, "É o termo da oração que indica a pessoa ou a coisa de que afirmamos ou negamos uma ação ou qualidade".

## Classificação
O sujeito pode ser classificado em simples, composto, indeterminado, desinencial ou oculto, oracional e inexistente. Neste último caso, temos o que se convencionou chamar de oração sem sujeito.

### Sujeito simples
É o sujeito que apresenta apenas um elemento, substantivo ou pronome. Aumentar o número de características a ele atribuídas não o torna composto. Exemplos de sujeito simples (o sujeito está em negrito):
Obs.: o verbo concorda com o sujeito, seja ele anteposto ou posposto.
Maria é uma garota bonita.
A pequena criança parecia feliz com seu novo brinquedo.

### Sujeito composto
É aquele que apresenta mais de um núcleo substantivo.
Ana e Rute fizeram compras no sábado.
Mateus e o amigo Bruno saíram para almoçar.
O sujeito também pode vir depois do verbo:
Saíram Bruno e Mateus.
Saiu Bruno e Mateus
Obs.: Note que, no segundo caso, o verbo "saiu" concorda com o sujeito "Bruno", mais próximo a ele. Isso é permitido apenas quando o sujeito composto está posposto ao verbo; chama-se concordância atrativa.

### Sujeito desinencial, implícito, subentendido ou oculto
Sujeito desinencial é aquele que não vem expresso na oração, mas pode ser identificado pela desinência do verbo.
Fechei a porta.
Quem fechou a porta?
Eu, pois eu fecho, tu fechas, ele fecha
Perguntaste mesmo isso à professora?
Obs.: não confundir vocativo (expressão de chamamento) com sujeito.
Querido aluno, leia sempre! (sujeito oculto: "você" — "você" leia sempre "eu" — "eu" fico feliz com seu sucesso)
Obs.: As classificações do sujeito, em Língua Portuguesa, são apenas três: simples, composto e indeterminado. [carece de fontes?]
Dar o nome de Sujeito desinencial, elíptico ou implícito não equivale a classificar o sujeito, mas somente determinar a forma como o sujeito simples se apresenta dentro da estrutura sintática. No mais, a classificação Sujeito Oculto foi abolida, por questões técnico-formais e linguístico-gramaticais, passando a denominar-se Sujeito Simples Desinencial, uma vez que se pode determiná-lo através dos morfemas lexicais terminativos das formas verbais, situação na qual, para indicar que o sujeito se encontra elíptico usa a forma pronominal reta equivalente à pessoa verbal entre parênteses. Assim, na estrutura sintática: "Choramos todos os dias", para indicar o sujeito simples subentendido na forma verbal, coloca-se entre parênteses da seguinte forma: (Nós)= sujeito simples desinencial. [carece de fontes?]

### Sujeito indeterminado
Sujeito indeterminado é a expressão que não identifica o agente. Podemos dizer que o sujeito é indeterminado quando o verbo não se refere a uma pessoa determinada, ou por se desconhecer quem executa a ação ou por não haver interesse no seu conhecimento. Aparecerá a ação, mas não há como dizer quem a pratica ou praticou.
Há quatro maneiras de identificar um sujeito indeterminado:

#### Verbo na 3ª pessoa do plural
O verbo se encontra na 3ª pessoa do plural, sem referência a qualquer agente já expresso em orações anteriores.
Dizem que eles não vão bem.
Estão chamando o rapaz.
Falam de tudo e de todos.
Falaram por aí.
Disseram que ele morreu.

#### Verbo transitivo indireto
Com um Verbo Transitivo Indireto, somente na 3ª pessoa do singular, mais a partícula se.
Precisa-se de livros. (Quem precisa, precisa de alguma coisa → verbo transitivo indireto)
Necessita-se de amigos. (Quem necessita, necessita de alguma coisa → verbo transitivo indireto)
A palavra se é um índice de indeterminação do sujeito, pois não se pode dizer quem precisa ou quem necessita.
Cuidado! Caso você encontre frases com Verbo Transitivo Direto:
Compram-se carros. (Quem compra, compra alguma coisa → verbo transitivo direto)
Vende-se casa. (Quem vende, vende alguma coisa → verbo transitivo direto)
Não se caracteriza sujeito indeterminado, pois nos casos de VTD, a partícula "se" exerce a função de partícula apassivadora e a frase se encontra na voz passiva sintética. Transpondo as frases para a voz passiva analítica, teremos:
Carros são comprados. (sujeito: "Carros");
Casa é vendida. (sujeito: "Casa").

#### Verbo Intransitivo
Com um Verbo Intransitivo, somente na terceira pessoa do singular, mais a palavra se, índice de indeterminação do sujeito.
Vive-se feliz, aqui.
Aqui se dorme muito bem.
Brinca-se no carnaval de salão.

#### Verbo de ligação
Com um Verbo de ligação, na terceira pessoa do singular, mais a palavra "se" que se torna índice de indeterminação do sujeito.
Nem sempre se é justo nesta profissão.
Observação:
É possível indeterminar o sujeito com verbos transitivos diretos. Para isso, o verbo deve estar acompanhado de um objeto direto preposicionado.

### Orações sem sujeito, sujeito inexistente
Há verbos que não têm sujeito, ou este é nulo. A língua desconhece a existência de sujeito de tais verbos. Línguas como o francês e o inglês não aceitam sujeito nulo. Uma oração é sem sujeito quando o verbo está na terceira pessoa do singular, sobretudo os seguintes:
Obs.: Note que o verbo de ação sempre pressupõe que exista um agente, pois denota mudança, e uma mudança sempre é causada por um agente. Entretanto, do ponto de vista gramatical, nos casos que seguem, não há um termo que funcione como sujeito em relação ao verbo.

#### Fenômenos meteorológicos
Com os verbos que indicam fenômenos da natureza (meteorológicos), tais como: anoitecer, trovejar, nevar, escurecer, chover, relampejar, ventar.
Trovejou muito.
Neva no sul do país.
Anoitece tarde no verão.
Chove muito no Amazonas.
Ventou bastante ontem em Vila Velha.

#### Verbo com sentido de existir
Com o verbo haver, significando existir ou acontecer.
Ainda há amigos.
Haverá aulas amanhã.
Há bons livros na livraria.
Há gente ali.
Há homens no mar.
Houve um grave incidente no meu apartamento.

#### Verbos que indicam tempo
Com os verbos ser, fazer, haver, estar, ir e passar indicando tempo.
Está quente esta noite.
Faz dez anos que não o vejo.
Faz calor terrível no verão.
Está na hora do recreio.
Faz dez anos as comemorações do bicampeonato brasileiro.
Era em Londres.
É tarde.
Era uma vez.
Foi em janeiro.
Já passa de um ano.
Já passa das cinco horas.
Obs.: existem advérbios que exercem claramente a função sintática de sujeito, a qual é própria de substantivos.
Amanhã é feriado nacional. (O dia de amanhã...)
Aqui já é Vitória. (Este lugar...)
Hoje é dia de festa. (O dia de hoje...)
Agora já é noite avançada. (Esta hora...)
Obs.: Oração sem sujeito também pode ser chamada de OSS.

### Sujeito oracional
Ocorre quando o sujeito é uma oração subordinada substantiva subjetiva.
- 1º caso: verbo de ligação + predicativo + QUE (é preciso..., é bom..., é melhor..., é conveniente..., está comprovado,..., parece certo..., fica evidente...)
- 2º caso: verbo na voz passiva sintética ou analítica + QUE / SE (sabe-se..., comenta-se..., dir-se-ia..., foi anunciado..., foi dito...)
- 3º caso: verbo unipessoal + QUE / SE (convir, parecer, constar, acontecer, cumprir, importar, urgir, ocorrer, suceder...)

## Exemplos
O pássaro voa.
Os pássaros voam.
O menino brinca.
Os meninos brincam.
Pedro saiu cedo.
Os jovens saíram.
Didaticamente, fazemos uma pergunta para o verbo: Quem é que? ou Que é que? ― e teremos a resposta; esta resposta será o sujeito. O sujeito simples tem um núcleo.
O menino brinca.
Quem é que brinca? O menino. Logo, o menino é o sujeito da frase.
O livro é bom.
O que é que é bom? O livro. Logo, o livro é o sujeito da frase.